# 金誠控股
金誠控股有限公司，簡稱金誠控股（英語：Gold-Finance Holdings Company Limited，港交所：1462），在1994年，由馮泉、馮志光和馮志榮（前主席及行政總裁），於香港（總部）成立「馮氏機電工程有限公司」，前身為「雅駿控股有限公司」。
主席和行政總裁為韋杰。該公司業務在本港經營提供屋宇設備工程服務。盈信控股持有該公司40%股權，計劃分拆業務上市。
股份在2014年10月16日於港交所主板上市。招股價為1.1港元，發行新股為1億股，集資額為1.1億港元。

## 外部連結
- gold-financegp.com.hk[永久]